# Viola woosanensis
Viola woosanensis är en violväxtart som beskrevs av Yong No Lee och Y. Kim. Viola woosanensis ingår i släktet violer, och familjen violväxter. Inga underarter finns listade i Catalogue of Life.